# Lebiini

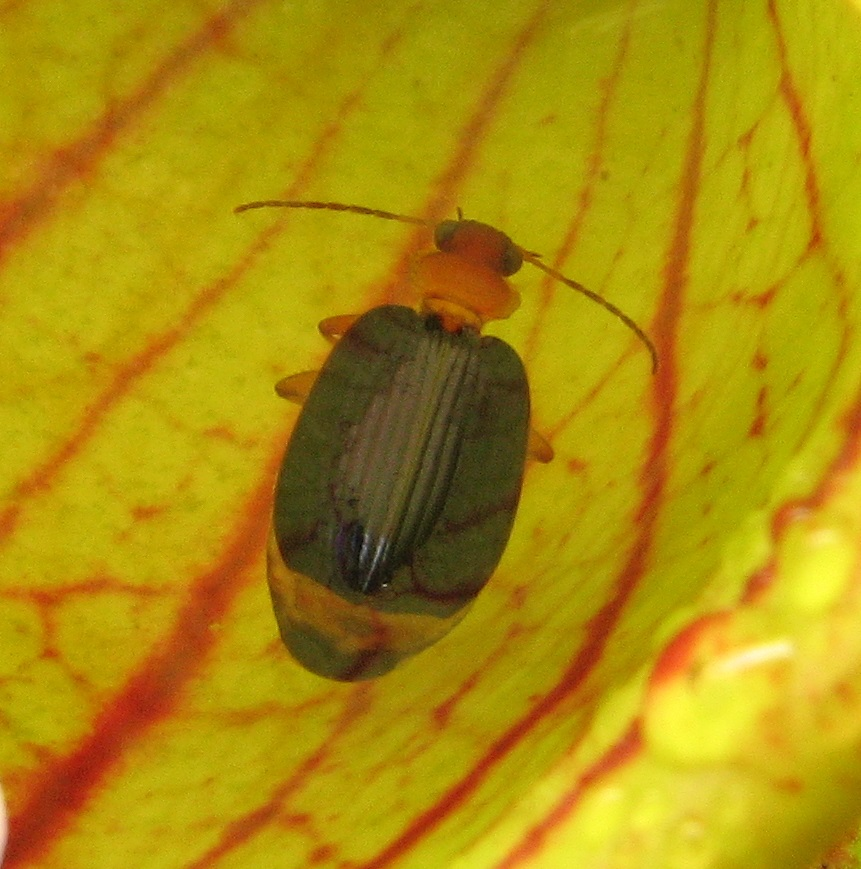
Lebia grandis atrapado en Sarracenia purpurea.

Lebiini es una tribu de coleópteros adéfagos perteneciente a la familia Carabidae. Tiene 21 subtribus con 190 especies descritas.

## Subtribus
Tiene las siguientes subtribus:
- Actenonycina Bates, 1871
- Agrina Kirby, 1837
- Apenina Ball, 1983
- Calleidina Chaudoir, 1873
- Celaenephina Habu, 1982
- Cymindidina Laporte, 1834
- Demetriadina Bates, 1886
- Dromiusina Bonelli, 1810
- Gallerucidiina Chaudoir, 1872
- Lebiina Bonelli, 1810
- Lionychina
- Metallicina Basilewsky, 1984
- Nemotarsina Bates, 1883
- Pericalina Hope, 1838
- Pseudotrechina Basilewsky, 1984
- Singilina
- Sugimotoina Habu, 1975
- Trichina Basilewsky, 1984

## Géneros
- Agra Fabricius, 1801
- Apenes LeConte, 1851
- Apristus Chaudoir, 1846
- Axinopalpus LeConte, 1846
- Calleida Latreille, 1824
- Coptodera Dejean, 1825
- Cylindronotum Putzeys, 1845
- Cymindis Latreille, 1805
- Dromius Bonelli, 1810
- Endynomena Chaudoir, 1872
- Eucheila Dejean, 1829
- Euproctinus Leng & Mutchler, 1927
- Hyboptera Chaudoir, 1873
- Infernophilus Larson, 1969
- Lebia Latreille, 1802
- Microlestes Schmidt-Göbel, 1846
- Mochtherus Schmidt-Göbel, 1846
- Nemotarsus LeConte, 1853
- Onota Chaudoir, 1873
- Philophuga Motschulsky, 1859
- Philorhizus Hope, 1838
- Phloeoxena Chaudoir, 1870
- Plochionus Dejean, 1821
- Somotrichus Seidlitz, 1887
- Syntomus Hope, 1838
- Tecnophilus Chaudoir, 1877